# Mine de Polska
La mine de Polska est une mine de charbon souterraine située en Pologne.